# قعوان (ملحان)

تعديل مصدري - تعديل

قعوان هي إحدى قرى عزلة العسوس بمديرية ملحان التابعة لمحافظة المحويت، بلغ تعداد سكانها 273 نسمة حسب تعداد اليمن لعام 2004.